# Sultanes del sur
Sultanes del sur es una película de acción de 2007 coproducción de México, Argentina y España dirigida por Alejandro Lozano.
Se trata de la segunda cinta del director Lozano, después de Matando Cabos de tres años antes, que además realizó con la misma productora y bajo la misma idea de abordar el género de acción y refrescarlo con un nuevo matiz dentro del cine mexicano, que se alejó de las películas de acción en las últimas dos décadas.

## Argumento
La historia comienza con un robo que se realiza en la Ciudad de México. La banda formada por Carlos, Leonardo, Mónica y Leserio habían pactado viajar a Argentina para lavar el dinero. Al llegar a Buenos Aires se encuentran en una guerra de mafias en la que alguien aprovecha para robarles el dinero y tendrán que recuperarlo para dárselo a quienes lo esperan.

## Actores y personajes

### Principales
- Tony Dalton (como Carlos Sánchez, alias "Sancho")
- Jordi Mollá (como Leonardo Batiz, alias "Leo")
- Ana de la Reguera (como Mónica Silvari)
- Silverio Palacios (como Leserio Domínguez, alias "Lese" o "El Lese")

### Secundarios
- Celso Bugallo (como El Tejano)
- Óscar Alegre (como Pablo Benes)
- Brian Maya (como El Pibe)
- Juan Carlos Remolina (como Juan)
- Marcelo Piraino (como El Güero)
- Luis Altamirano (como Óscar)
- Rosa Maria Bianchi (como Mamá)
- Coni Marino (como Rosa)

## Datos
- Buenos Aires fue el lugar elegido para las locaciones de Sultanes del sur.
- El slogan publicitario era: Robar 12 millones de dólares es fácil. Sobrevivir para gastarlos, no tanto.